# آنتن دوقطبی

آنتن دوقطبی

آنتن دوقطبی (به انگلیسی: dipole antenna) نوعی آنتن رادیویی است که از یک سیم ساده با یک عنصر خودکار مرکزی تشکیل شده‌است. این سیستم شامل دو فلز رسانای سیمی می‌باشد، که به صورت موازی و در یک خط در فاصله نزدیکی از هم قرار دارند، همچنین یک ولتاژ نوسانی به مرکز آنتن، بین دو سیم نیز اعمال می‌شود. آنتن دوقطبی یکی از ساده‌ترین آنتن‌هایی است که از دیدگاه تئوری قابل حل و دارای نتایج کامل می‌باشد و به همین دلیل نیز دارای اهمیت است. آنتن دوقطبی توسط فیزیک‌دان آلمانی هاینریش هرتز اختراع شد، که در سال ۱۸۸۶ پیشگام کارهای آزمایشی آن بود.

## کاربرد
نوع پرکاربرد این آنتن که آنتن نیم‌موج نامیده می‌شود از دو میله به طول یک چهارم طول موج ارسالی یا دریافتی بهره می‌گیرد. در مجموع این آنتن طولی برابر نصف طول موج دارد. آنتن دوقطبی کاربرد وسیعی در ارسال امواج رادیو تلویزیونی دارد. با استفاده از آنتن دوقطبی می‌توان امواج را با قطبش فرستاد به شکلی که می‌توان از طیف فرکانسی استفاده دوچندان کرد. این روش به ویژه در ارسال سیگنال ماهواره بسیار استفاده می‌شود.

## المان جریان
المان جریان به صورت فرضی، یک قطعه بی‌نهایت کوچک رساناست که جریان متغیری را حمل می‌کند.
آنتن دوقطبی به‌طور فیزیکی قابل ساختن نیست زیرا در واقعیت برای تولید جریان نیاز به نقطه‌ای برای وارد شدن جریان و یک نقطه برای خارج شدن جریان است. اما به‌طور واقعی تر، یک قطعه کوچک از سیم که قسمتی از یک چند قطبی است را به عنوان دو قطبی در نظر گرفته می‌شود و به همین دلیل، یک آنتن واقعی را به قسمت‌های کوچک تقسیم کرده تا بتوان آن را به‌طور تحلیلی مورد محاسبه قرار داد. با این تصور می‌توان که میدان الکتریکی دور (در فاصله دور) موج الکترومغناطیسی هر کدام از عناصر قرینه را می‌توان بدست آورد که با مقداری محاسبه به معادله زیر می رسیم: 
{\displaystyle E_{\theta }={{-iI_{\circ }\sin \theta } \over 2\varepsilon _{\circ }cr}{\delta \ell  \over \lambda }e^{i\left(\omega t-kr\right)}}
که در آن {\displaystyle \scriptstyle {E_{\theta }}} قسمت زاویه (شکل دوقطبی) میدان الکتریکی است و {\displaystyle \scriptstyle {r}} فاصله نقطه مشاهده تا مرکز دوقطبی است و {\displaystyle \scriptstyle {k}} بردار موج می‌باشد. با جمع کردن همه {\displaystyle \scriptstyle {E_{\theta }}}ها می‌توان میدان دور کل یک آنتن را بدست آورد.

## میدان نزدیک
در رابطه بالا میدان الکتریکی دور را بدست آوردیم، اما با مقداری محاسبه متفاوت برای میدان نزدیک ( نقطه مشاهده از طول موج کوچکتر باشد) معادلات زیر بدست می آیند:
{\displaystyle E_{r}={\frac {Z}{2\pi }}\,I_{0}\,\delta l\left({\frac {1}{r^{2}}}-i\,{\frac {\lambda }{2\pi \,r^{3}}}\right)e^{i(\omega t-k\,r)}\,\cos(\theta )}
{\displaystyle E_{\theta }=i{\frac {Z}{2\lambda }}\,I_{0}\,\delta l\left({\frac {1}{r}}-i\,{\frac {\lambda }{2\pi \,r^{2}}}-{\frac {\lambda ^{2}}{4\pi ^{2}\,r^{3}}}\right)e^{i(\omega t-k\,r)}\,\sin(\theta )}
{\displaystyle H_{\phi }=i{\frac {1}{2\lambda }}\,I_{0}\,\delta l\left({\frac {1}{r}}-i\,{\frac {\lambda }{2\pi \,r^{2}}}\right)e^{i(\omega t-k\,r)}\,\sin(\theta )}
که در آن {\displaystyle Z={\sqrt {\mu /\varepsilon }}=1/(\varepsilon \,c)=\mu \,c} است.

## دو قطبی کوتاه

توزیع جریان مثلثی در آنتن دوقطبی

یک دو قطبی کوتاه به صورت فیزیکی به شکل دو رسانای با طول کل L که در مقایسه با طول موج بسیار کوچک است در نظر گرفته می‌شود. دو سیم رسانا در مرکز دو قطبی با هم موازی می‌شوند. همچنین فرض می کنیم که جریان در مرکز دو قطبی بیشینه است و به‌طور خطی در انتهای سیم به صفر میل می‌کند.توجه شود که جهت جریان در هردو شاخه آنتن هم جهت هستند.
همچنین میدان دور به صورت زیر بدست می‌آید:

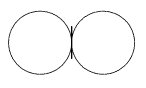
پترن تشعشعی دو بعدی آنتن دوقطبی

تابشی در جهت عمود بر آنتن بیشینه است و در جهت سیم مقدار صفر دارد. شکل تابش به صورت یک چنبره ی دایره‌ای است که سطح مقطع داخلی چنبره صفر است.
با دانستن میدان الکتریکی می‌توان میدان تابشی کل را محاسبه کرد و همچنین قسمت مقاومت محیط که به صورت زیر است:
که در آن Z امپدانس خلا است.

## بازده‌ای آنتن

پترن تشعشعی سه بعدی آنتن دوقطبی

نسبت توان تابشی توسط آنتن به توان یک آنتن فرضی همسانگرد را بازده می گویند.
همچنین داریم
و همچنین